# Liste der Kirchen im Bistum Fulda
Die Liste der Kirchen im Bistum Fulda ist nach Dekanaten gegliedert.
Die profanierten Kirchen finden sich in der Liste profanierter Kirchen im Bistum Fulda.

## Liste
- Dekanat Eschwege-Bad Hersfeld
- Dekanat Fritzlar
- Dekanat Fulda
- Dekanat Hanau
- Dekanat Hünfeld-Geisa
- Dekanat Kassel-Hofgeismar
- Dekanat Kinzigtal
- Dekanat Marburg-Amöneburg
- Dekanat Neuhof-Großenlüder
- Dekanat Rhön